# Crépuscule (pamphlet)
Crépuscule est un pamphlet de l'avocat et activiste politique franco-espagnol Juan Branco. Initialement publié en ligne en décembre 2018, l'ouvrage paraît ensuite aux éditions Au diable vauvert en mars 2019 dans une version étoffée et mise à jour, avec une préface du journaliste et écrivain Denis Robert.
Il critique les conditions dans lesquelles le président de la République française Emmanuel Macron est parvenu au pouvoir et décrit les liens qui l'unissent à de grandes fortunes françaises actionnaires de presse. Le livre rencontre un succès commercial et d'audience, notamment auprès du mouvement des Gilets jaunes.
Il est le premier volume d'une trilogie, suivi de Abattre l'ennemi publié en 2021, et de Coup d'État publié en 2023.

## Contenu
Juan Branco diffuse d'abord Crépuscule sur Internet peu avant Noël 2018. Aidé par le journaliste d'investigation Denis Robert, après plusieurs refus d'éditeurs[Lequel ?], il parvient à le publier le 21 mars 2019 aux éditions Au diable vauvert,. Le texte publié sur papier est étoffé et retravaillé, et la version originelle reste disponible en ligne.

### Cartographie des réseaux de pouvoir en France
Selon Juan Branco, Emmanuel Macron serait un président illégitime ayant été élu grâce aux grandes fortunes et aux médias. Il s'appuie notamment sur diverses révélations de presse et ouvrages pour démontrer sa thèse, dont Mimi (Editions Grasset) et Le Grand Manipulateur du journaliste Marc Endelweld,. Le livre rapporte notamment les liens de pouvoir unissant Emmanuel Macron avec Bernard Arnault, Arnaud Lagardère et Xavier Niel, ou encore les liens familiaux de personnes proches d'Emmanuel Macron avec le monde de la finance.
Ainsi, il rappelle que Xavier Niel est marié à Delphine Arnault, vice-présidente de LVMH (et fille de Bernard Arnault), dont Brigitte Macron est proche. Il souligne le rôle de Michèle Marchand, venue de la presse people, qui a été présentée à Brigitte et Emmanuel Macron par Xavier Niel et a veillé sur l'image publique du couple. Il raconte également un déjeuner avec Xaviel Niel en janvier 2014, où ce dernier se vante alors en fin de repas d'avoir reçu un message d'Emmanuel Macron, à l'époque secrétaire général adjoint de l'Élysée, et le qualifie déjà de "futur président de la République". Il relève en outre l'influence d'Emmanuel Macron, alors secrétaire général adjoint de l'Élysée, dans l'opération qui a permis à Arnaud Lagardère de sortir du capital d'EADS dans des conditions avantageuses.
L'ouvrage retrace également plusieurs affaires et faits que l'auteur qualifie de "corruption", dont l'embauche de l’épouse d’Édouard Philippe par Sciences Po après que ce dernier a soutenu l’implantation d’un campus de l’école dans sa ville du Havre, ou encore l'affaire Uramin. Il révèle les rôles de Jean-Pierre Jouyet, d'Henry Hermand, de Gabriel Attal, de Bernard Mourad ou de Laurent Bigorne dans l'élection et la constitution des réseaux de pouvoir d'Emmanuel Macron. Il dessine les contours de ce que Vanity Fair appelle « la bande de copains qui a porté Macron à l'Élysée » : Stanislas Guerini, Cédric O, Benjamin Griveaux, Emmanuel Miquel et Ismaël Emelien.

### Critique des médias
L'ouvrage dénonce le rôle joué par un certain nombre de grandes fortunes et de médias, concentrés dans les mains d'une dizaine de milliardaires, dans la victoire d'Emmanuel Macron en 2017. Il cite ainsi souvent Xavier Niel (Le Monde, L'Obs), Bernard Arnault (Les Echos, Le Parisien), Arnaud Lagardère (Europe 1, Le JDD, Paris Match) ou encore Patrick Drahi (Libération, L'Express, BFMTV, RMC).
Cette concentration serait à la source, selon l'auteur, d'un effet de système rendant les journalistes complices. Il reproche ainsi à ces derniers de ne pas avoir enquêté pour dénoncer les liens unissant Emmanuel Macron et les puissants. Cette absence d'enquête faisant, selon lui, le lit des complotistes qui "donnent des explications super simplistes en créant des boucs émissaires.".
L'auteur livre par ailleurs une anecdote sur une soirée au Ritz présidée par Bernard Arnault et Xavier Niel, à laquelle il a participé et où, au milieu des dorures et dans une ambiance animée par un concert privé de Will Smith, il s'étonne de la présence de plusieurs membres de grandes rédactions parisiennes.

### Tournant néolibéral et autoritaire d'Emmanuel Macron
L'auteur considère l'élection d'Emmanuel Macron comme un tournant néolibéral et autoritaire sans précédent, qui aurait détruit les maigres contre-pouvoirs en mettant fin à l'alternance droite-gauche.
Ainsi, l'affaire Benalla serait révélatrice de graves dysfonctionnements dans l'exercice du pouvoir, et les politiques favorable aux plus fortunés menées par Emmanuel Macron ne seraient qu'une conséquence logique de ses liens et compromissions avec de grandes fortunes. Juan Branco reproche également au président de la République les supposées atteintes aux libertés commises par le gouvernement, avec la loi antiterroriste, une stratégie de maintien de l'ordre ayant entraîné des violences policières lors du mouvement des Gilets jaunes, le non-respect de la liberté de la presse, la loi « anti-casseurs » et la loi « anti fake-news » très contestée, autant de marqueurs qu'il considère comme une dérive autoritaire du pouvoir.

### Gabriel Attal et le «népotisme»
L'auteur dédie également de nombreuses pages à Gabriel Attal, devenu à 29 ans le plus jeune membre d'un gouvernement de la Ve République et aujourd'hui premier ministre, qu'il a côtoyé à l'Ecole Alsacienne.
Ce dernier serait un exemple de « népotisme » au sommet de l'État. Il aurait été employé au cabinet de Marisol Touraine dès 2012 grâce, selon l'auteur, à sa proximité avec la fille de l'ancienne ministre. De même, son ascension au sein de la Macronie serait la conséquence de l'influence de son compagnon Stéphane Séjourné, un conseiller d'Emmanuel Macron. Gabriel Attal n'a pas réagi à ces accusations, son entourage a indiqué à Franceinfo qu'"Il a choisi de traiter la calomnie par l'indifférence".

### Conclusion
Le livre, dont le bandeau jaune indique : « Ils ne sont pas corrompus, ils sont la corruption », se termine en appelant à la destitution d'Emmanuel Macron, seule porte de sortie de crise selon l'auteur,. A défaut, Juan Branco craint de voir l'extrême droite s'installer au pouvoir : « le Rassemblement national a déjà donné aux élites les gages qu'elles attendaient ».

## Réception
({{{date}}}).

### Médiatisation
Rencontrant un succès dans la blogosphère française et y faisant l'objet de plusieurs chroniques, l'ouvrage suscite également l'intérêt à l'étranger et fait l'objet de chroniques dans la presse institutionnelle en Belgique, Espagne, Portugal, Norvège, Suisse et Autriche. Deux d'entre elles s'interrogent sur le silence de la presse française sur ce livre qui révèle et cartographie les liens entre les grands médias français, leurs actionnaires milliardaires et Emmanuel Macron, en contrastant ce silence avec la médiatisation dont avait bénéficié Emmanuel Macron pendant sa campagne présidentielle de 2017,.
En France, les grands médias passent le livre sous silence malgré son succès « fulgurant » en librairie et l'ampleur des révélations qu'il contient,,. Il faut en effet attendre plus de cinq mois après sa publication en accès libre sur internet et plus d'un mois après sa publication papier, soit la fin du mouvement des gilets jaunes, pour que certains médias mainstream chroniquent le livre,,,. Juan Branco dénonce cela comme étant « les preuves de la captation de la démocratie par les oligarques puissants, en faveur des intérêts de caste ». Questionné par son service CheckNews sur ce silence, Libération répond ne pas avoir chroniqué l'ouvrage au motif qu'il relève plus d'un livre de « militant politique » que d'un livre de « chercheur ».
Selon Arrêt sur images, les conférences de Juan Branco autour de Crépuscule, parfois décrites avec étonnement par la presse régionale, feraient pour certaines l'objet d'annulations, qualifiées par Branco de tentatives de censure. Cette omerta a fait l'objet d'un livre, Signé Branco ! Comment crépuscule est devenu un symbole de résistance, de Mariel Primois, publié également par les éditions Au diable vauvert.

### Ventes
Avant la publication papier, la version PDF du livre bénéficie de plus de 100 000 partages. Crépuscule rencontre aussi le succès une fois publié : dans le classement d'Edistat du 18 au 24 mars, pré-commandes comprises, il est classé dès sa sortie troisième avec une estimation d'un minimum de 7 333 exemplaires vendus en deux jours dans un millier de lieux de ventes. La même semaine il atteint la troisième place du classement de vente des essais de Livres Hebdo. Tiré à 46 000 exemplaires, il est en rupture de stock dès sa sortie. À la mi-avril 2019, moins d'un mois après sa sortie, il s'est vendu à plus de 50 000 exemplaires et a bénéficié de quatre réimpressions.
Crépuscule est classé pendant plusieurs semaines d'affilée en tête des meilleures ventes d'Amazon France. En novembre 2019, il totalise 130 000 exemplaires vendus, plus 20 000 lors de sa republication en format poche, soit 150 000 exemplaires.

### Accueil critique
L'ouvrage est défendu par les journalistes indépendants Denis Robert et Hervé Kempf, les écrivains François Bégaudeau, Alain Damasio et Annie Ernaux[réf. nécessaire], ainsi que Michel Onfray[réf. nécessaire], il est, plusieurs mois après sa sortie, attaqué par Marianne qui regrette que l'ouvrage « peine à étayer les accusations de complot qui le parsèment ». Il est en revanche défendu par L'Humanité.
Pour Antoine Hasday de Slate, Juan Branco livre avec Crépuscule une cartographie intéressante des réseaux de pouvoir en France, mais prend des libertés avec la vérité. Il soutient qu'« un certain nombre de ses affirmations sont invérifiables, voire erronées ». Certaines accusations de censure à son encontre seraient également injustifiées. Si l'existence d'une « bulle médiatique » autour d'Emmanuel Macron, ainsi que ses liens personnels avec de grandes fortunes qui ont soutenu sa campagne, ont pour Hasday effectivement joué un « rôle important », celui-ci aurait également bénéficié d'autres facteurs favorisant son élection.
Richard Werly, du quotidien suisse Le Temps, considère que les accusations de Branco sont « souvent gonflées, exagérées, voire fallacieuses ». Son terreau serait essentiellement celui de la polémique et du pamphlet. Richard Werly affirme toutefois que ce pamphlet doit être entendu pour sa dénonciation des « liens d’amitié, qui utilisent la République pour se servir, se promouvoir et faire la courte échelle aux siens, plutôt que les protéger ».

## Réponses àCrépuscule
Plusieurs passages du livre ont provoqué la colère des personnes visées. En particulier, Mediapart répond vivement aux attaques de Branco mettant en doute l'indépendance du média vis-à-vis de Xavier Niel en relativisant le poids financier de celui-ci. Un des journalistes de Mediapart, Joseph Confavreux rédige un article très critique contre le livre et contre Branco, auquel il reproche de n'avoir rien découvert de foncièrement nouveau, une absence de référence à des sources antérieures pointant les mêmes dérives, un manque d'analyse sociologique et une personnalisation excessive de ses attaques. L'article de Confavreux provoque des centaines de réactions négatives de la part des lecteurs. Juan Branco estime que le média ne répond pas à ses accusations : "Je parle surtout de la sociologie de Mediapart qui est très proche de la sociologie macronienne (…) Niel, je n'en fais pas un facteur déterminant.".
L'auteur évoque aussi une censure de Daniel Schneidermann, qui aurait refusé de dénoncer sur Arrêt sur images une censure du Monde concernant une enquête de Juan Branco sur l'affaire Uramin, en 2016. Daniel Schneidermann qualifie cette accusation de "ridicule" dans un article publié sur le site, et indique s'être "estimé incapable de juger si le refus de publication par Le Monde était justifié ou non." De son côté, Juan Branco maintient que le site avait les preuves nécessaires pour publier cette information.